# Caicos do Norte

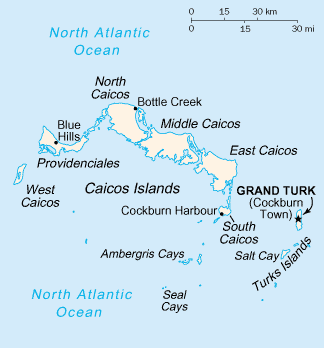
Mapa de Turks e Caicos

North Caicos ou Caicos do Norte é a terceira maior ilha do arquipélago das ilhas Caicos e também a terceira maior das Ilhas Turcas e Caicos. Também é chamada a "Ilha Jardim", sendo a ilha mais exuberante do arquipélago. Tem uma área de 116,4 km² e a sua população era de 1895 habitantes em 2006.
Há quatro povoações em Caicos do Norte. De este a oeste:
- Bottle Creek (a capital do distrito, com 907 habitantes)
- Whitby
- Kew
- Sandy Point